# Anthony B
Keith Blair (Clark's Town, 31 maart 1976), beter bekend als Anthony B, is een Jamaicaanse muzikant die bekendheid verwierf in de jaren 90.

## Levensloop
Hij groeide op in het rurale Clark's Town in het noordwesten van de parish Trelawny te Jamaica. Zijn jeugd werd getekend door religie, zo was zijn moeder een Zevendedagsadventist en zijn grootmoeder een revivalist. Reeds als tiener bekeerde hij zich tot de rastafaribeweging onder invloed van zijn favoriete zangers Bob Marley en Peter Tosh, wiens invloeden te horen zijn in zijn revolutionaire houding en teksten. Zijn 'bekering' tot rastafari kon niet op appreciatie van zijn familieleden rekenen en Keith Blair verhuisde naar zijn familie in Portmore, een voorstad van Kingston. Aldaar werd hij een aanhanger van Bobo Ashanti's vorm van rastafari. Een beweging die zich kenmerkt door hun lange gewaden, tulbanden en Afrocentrische trots.
Reeds tijdens zijn schoolcarrière ontpopte hij zich als diskjockey bij de lokale soundsystem Shaggy Hi-Power. Omstreeks 1988 raakte hij bevriend met artiesten als Mega Banton, Ricky General en Terror Fabolous. In tegenstelling tot de toen heersende gewoonte in de reggae om "denigrerende teksten" over vrouwen te schrijven, pende hij onder zijn artiestennaam politiek geïnspireerde teksten neer. In deze periode werkte hij veelal samen met Little Devon en bracht hij zijn debuutsingle The Living is Hard uit in 1993 op het Wizard label.
Na met verschillende producers te hebben samengewerkt ging hij in het midden van de jaren 90 samenwerken met Richard Bell. Samen brachten ze tal van singles uit als Fire Pon Rome, Raid di Barn, Rumour en Repentance Time die veelal uitgroeide tot lokale hits. In 1996 volgde zijn debuutalbum Real Revolutionary dat op lovende kritieken uit de Verenigde Staten, het Verenigd Koninkrijk en de reggaescene kon rekenen. Hierop volgde nog tal van andere albums waaronder Seven Seals ('99), Street Knowledge (2003) en Untouchable ('04). Op dit laatstgenoemde album werkte hij samen met een rits van befaamde artiesten als Wyclef Jean, Snoop Dogg en Bone Crusher.

## Discografie

### Albums
- Predator & Prey (1996, Alpha Enterprises)
- Real Revolutionary - UK / So Many Things - US (1996, Greensleeves)
- Universal Struggle (1997, VP Records)
- Seven Seals (1999, VP Records)
- That's Life (2001, VP Records)
- More Love (2001, AO ! Records)
- Live On The Battlefield (2002, Jahmin' Records)
- Street Knowledge (2003, VP Records)
- Judgment Time (2003, 2B1 Records)
- Smoke Free (2003, Bogalusa Records)
- Voice Of Jamaica vol. 2 (2003, Nocturne)
- Wise Man Chant (2004, Black Scorpio)
- Justice Fight (2004, Nocturne)
- Untouchable (2004, Togetherness Records)
- Powers Of Creation (2004, Nocturne)
- Black Star (2005, Greensleeves)
- My Hope (2005, AL.TA.FA.AN. / Minor 7 Flat 5)
- Confused Times (2005, Penitentiary)
- Gather and Come (2006 Penitentiary)
- Suffering Man (2006 Tad's Records)
- Higher Meditation (2007 Greensleeves)
- True Rastaman (2008 Penitentiary Records)
- Life Over Death (2008 Trendsetter)
- Rise Up (2009)
- Rasta Love (2011)

### Compilaties
- Chanting Down Babylon (1997, Power Play); live, met Buju Banton
- 2 Strong (1998, Star Trail/VP Records); met Sizzla
- Anthony B & Idren (1998, Jamaican Vibes)
- Anthony B & Friends (1998, Rhino Records)
- Nazarene Vow (1999, Records Factory); met Junior Timba
- 3 Wise Men (1999, J&D); met Sizzla en Luciano
- One Mission (1999, J&D); met Capleton
- Saddle To The East (2001, Brick Wall); met Jah Mason en Steve Machete
- 4 Rebels (2001, VP Records); met Sizzla, Luciano en Yami Bolo
- The Five Disciples (2001, Penitentiary / Jet Star); met Sizzla, Luciano, Junior Kelly en Capleton
- We Three Kings (2001, AO ! Records); met Sizzla
- We Three Kings (2002, Navarre); met Capleton en Luciano
- Four The Hard Way (2002, City Hall); metCapleton, Sizzla, en Luciano
- Kings Of Zion (2002, Jet Star); met Capleton, Sizzla, en Junior Kelly
- Reggae Max (2002, Jet Star)
- 5 Blazing Fires (2002, Fire Ball); met Admiral Tibbett, Sizzla, Capleton en Michael Fabulous
- Five Disciples Part II (2003, Jet Star); met Capleton, Luciano, Sizzla en Jr. Kelly
- Kings Of Zion vol. 3 (2005, Charm); met Capleton, Sizzla en Turbulence
- Jah Warriors vol. III (2005, Penitentiary); met Luciano
- Encore (2010)
- NYC-2-Africa (2010, Suatomic Sound); met Subatomic Sound System, Nomadic Wax, Jahdan Blakkamoore en Bajah
- Guns Riddim (2021, Iyah Music); met LePrince en Maneaux